# Зорівка (Обухівський район)
Зо́рівка — село в Україні, у Обухівському районі Київської області. Населення становить 120 осіб.